# Кордова (Північна Кароліна)
Кордова (англ. Cordova) — переписна місцевість (CDP) в США, в окрузі Річмонд штату Північна Кароліна. Населення — 1653 особи (2020).

## Географія
Кордова розташована за координатами 34°54′41″ пн. ш. 79°48′50″ зх. д. / 34.91139° пн. ш. 79.81389° зх. д. (34.911326, -79.813792).  За даними Бюро перепису населення США в 2010 році переписна місцевість мала площу 5,57 км², з яких 5,51 км² — суходіл та 0,06 км² — водойми.

## Демографія
Згідно з переписом 2010 року, у переписній місцевості мешкало 1775 осіб у 704 домогосподарствах у складі 505 родин. Густота населення становила 319 осіб/км².  Було 758 помешкань (136/км²).
Расовий склад населення:
| - 82,6 % — білих - 12,2 % — чорних або афроамериканців - 2,1 % — корінних американців - 1,2 % — азіатів - 0,1 % — вихідців з тихоокеанських островів |

До двох чи більше рас належало 1,2 %. Частка іспаномовних становила 0,7 % від усіх жителів.
За віковим діапазоном населення розподілялося таким чином: 23,6 % — особи молодші 18 років, 63,6 % — особи у віці 18—64 років, 12,8 % — особи у віці 65 років та старші. Медіана віку мешканця становила 38,7 року. На 100 осіб жіночої статі у переписній місцевості припадало 92,1 чоловіків;  на 100 жінок у віці від 18 років та старших — 92,9 чоловіків також старших 18 років.
Середній дохід на одне домашнє господарство  становив 43 421 долар США (медіана — 34 369), а середній дохід на одну сім'ю — 43 706 доларів (медіана — 35 551). Медіана доходів становила 46 438 доларів для чоловіків та 27 023 долари для жінок. За межею бідності перебувало 13,9 % осіб, у тому числі 4,2 % дітей у віці до 18 років та 4,6 % осіб у віці 65 років та старших.
Цивільне працевлаштоване населення становило 957 осіб. Основні галузі зайнятості: роздрібна торгівля — 22,9 %, будівництво — 20,3 %, виробництво — 14,8 %, освіта, охорона здоров'я та соціальна допомога — 13,4 %.